# Ornithospila psittacina
Ornithospila psittacina är en fjärilsart som beskrevs av Felder 1875. Ornithospila psittacina ingår i släktet Ornithospila och familjen mätare. Inga underarter finns listade i Catalogue of Life.